# Morison International
Morison International (MI) — міжнародна асоціація, до складу якої входять аудиторські, бухгалтерські, оціночні, юридичні та консалтингові компанії по всьому світу.

## Огляд
Morison International об'єднує компанії в глобальну асоціацію. Кожна компанія залишається самостійною юридичною особою, однак всі вони дотримуються прийнятих в асоціації стандартів якості та правил роботи. Якість роботи перевіряється центральним офісом MI за допомогою проведення періодичних контрольних заходів. Відбір компаній в асоціацію Morison International регулюється стандартами, сформованими керівництвом MI у Великій Британії.
Компанії, що входять до Morison International, мають тривалу історію та тривалу ділову репутацію. Наприклад, одна з них — MacIntyre Hudson (Велика Британія) — відкрита в 1880 році і користується довірою клієнтів понад 130 років.
Сьогодні асоціація об'єднує 90 незалежних компаній в 60 країнах світу. Morison International діє на п'яти континентах та має в розпорядженні: 209 офісів, 633 партнери, більш ніж 5237 співробітників по всьому світу.
Крім штаб-квартири в Лондоні, Morison International має 4 регіональні підрозділи: 
- Morison International Європа і Північна Америка;
- Morison International Латинська Америка;
- Morison International Азія і Тихий океан;
- Morison International Африка.

Особливістю діяльності Morison International є широке співробітництво з фінансовими інститутами Європи, Америки і Сходу. Morison International тісно взаємодіє з фондами та інвестиційними банками, що інвестують кошти в сектор економіки. Найбільша активність Morison International відзначається в таких містах і фінансових центрах як: Нью-Йорк, Вашингтон, Торонто, Лондон, Дублін, Женева, Люцерн, Лозанна, Лугано, Івердон, Базель, Цуг, Ньйон, Аскона, Люксембург, Париж, Берлін, Гамбург, Франкфурт-на-Майні, Мюнхен, Ватикан, Рим, Мілан, Мадрид, Барселона, Стокгольм, Гетеборг, Мальме, Лісабон, Тель-Авів, Єрусалим, Рішон-ле-Ціон, Джидда, Дубай, Доха, Канберра, Гонконг, Сеул, Сінгапур, Сідней, Токіо.